# Бојан Радетић
Бојан Радетић (Бања Лука, 19. август 1988) је бивши српски кошаркаш. Играо је на позицији крилног центра.

## Каријера
Сениорском кошарком је почео да се бави у Борцу из Чачка где је играо од 2007. до 2009. године. Након тога једну сезону проводи у ФМП-у, да би после интеграције са Црвеном звездом постао члан црвено-белих. Почео је добро и у прве две утакмице у сезони постигао по 10 и 12 поена, али се онда тешко повредио и пропустио остатак сезоне. Након oпоравка од повреде један период је наступао за Беле орлове из Стокхолма да би у јануару 2013. потписао за Игокеу. На крају те сезоне одлази у Пољску где потписује уговор са Сласком, али напушта екипу пре почетка сезоне. Сезону 2013/14. је почео наступајући за ОКК Београд у Кошаркашкој лиги Србије да би у фебруару 2014. потписао за румунски Газ метан Медијаш. За сезону 2014/15. се вратио у ОКК Београд. Након тога је по годину дана наступао за Јамбол из Бугарске и Паграти из Грчке.
Са младом репрезентацијом Србије освојио је златну медаљу на Европском првенству у Литванији 2008. године.